# Boophone
Boophone é um género botânico que inclui plantas herbáceas, perenes e bulbosas pertencente à família Amaryllidaceae. O género é o único membro da subtribo Boophoninae e agrupa espécies oriundas da África tropical e temperada, desde o sueste do Sudão até à África do Sul.

## Taxonomia
O género  foi descrito por  William Herbert e publicado em An Appendix 18. 1821. Inclui apenas as seguintes espécies validamente descritas:
- Boophone disticha (L.f.) Herb., Bot. Mag. 52: t. 2578 (1825) — distribuída desde o Sudão à África do Sul.

- Boophone haemanthoides F.M.Leight., J. S. African Bot. 13: 59 (1947) — oriunda da região que vai da Namíbia até ao oeste da Província do Cabo.

## Galeria

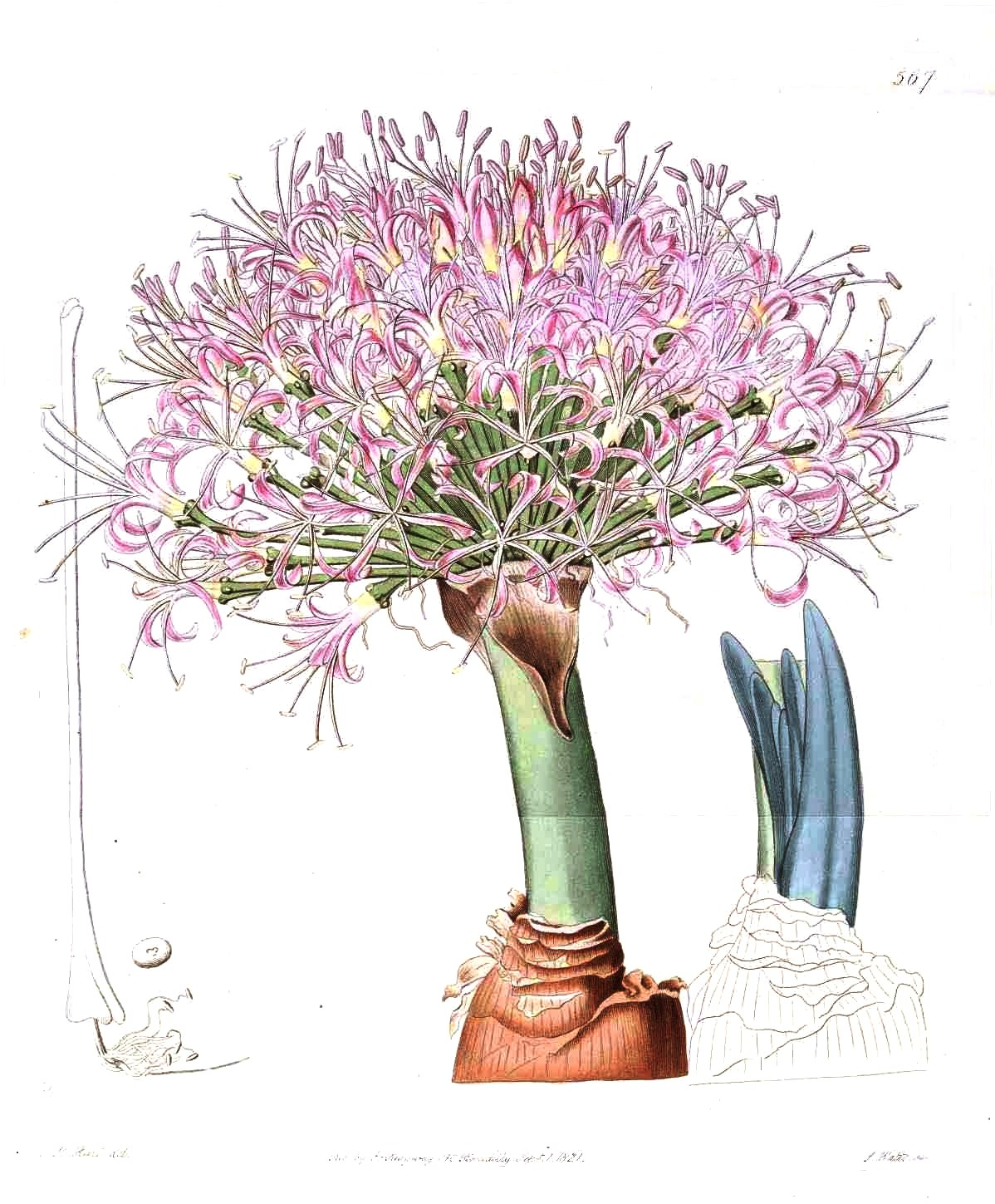
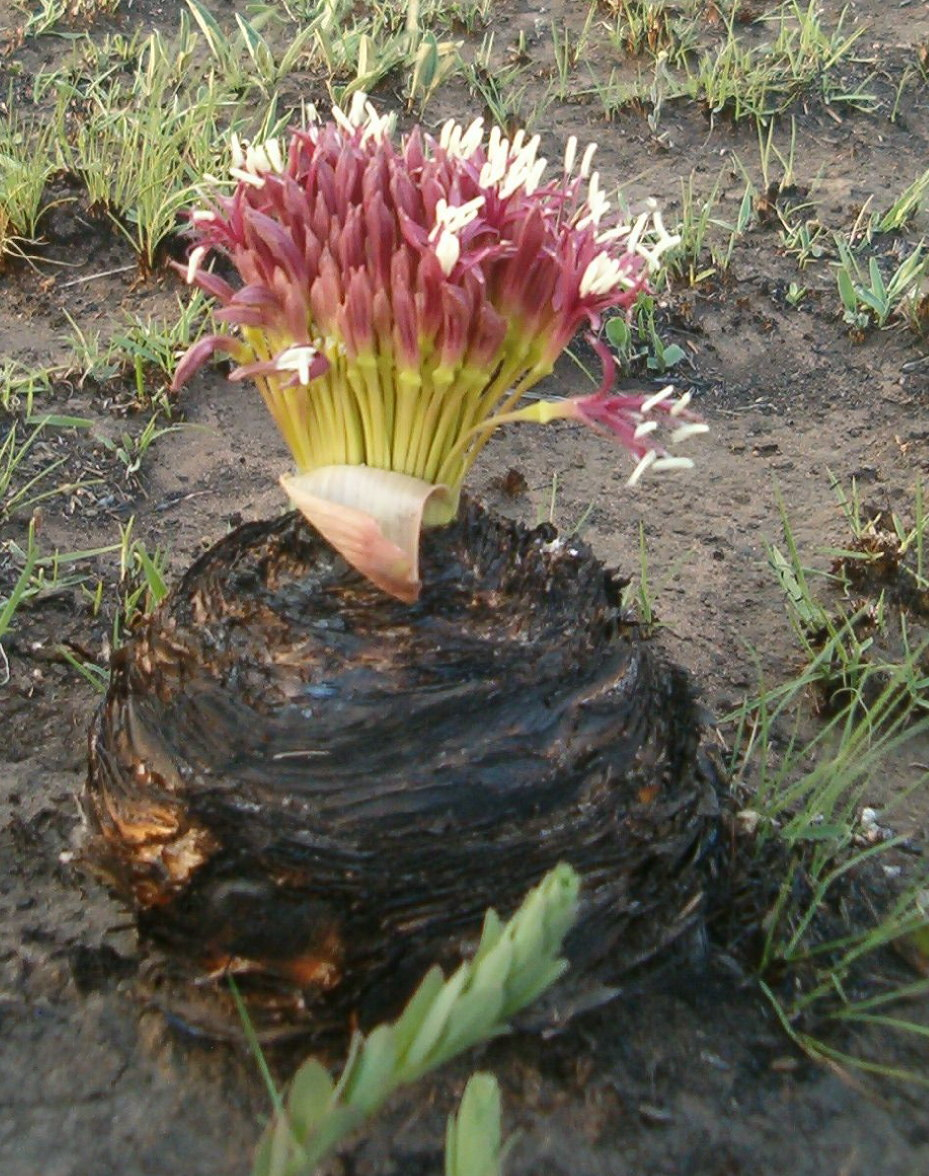
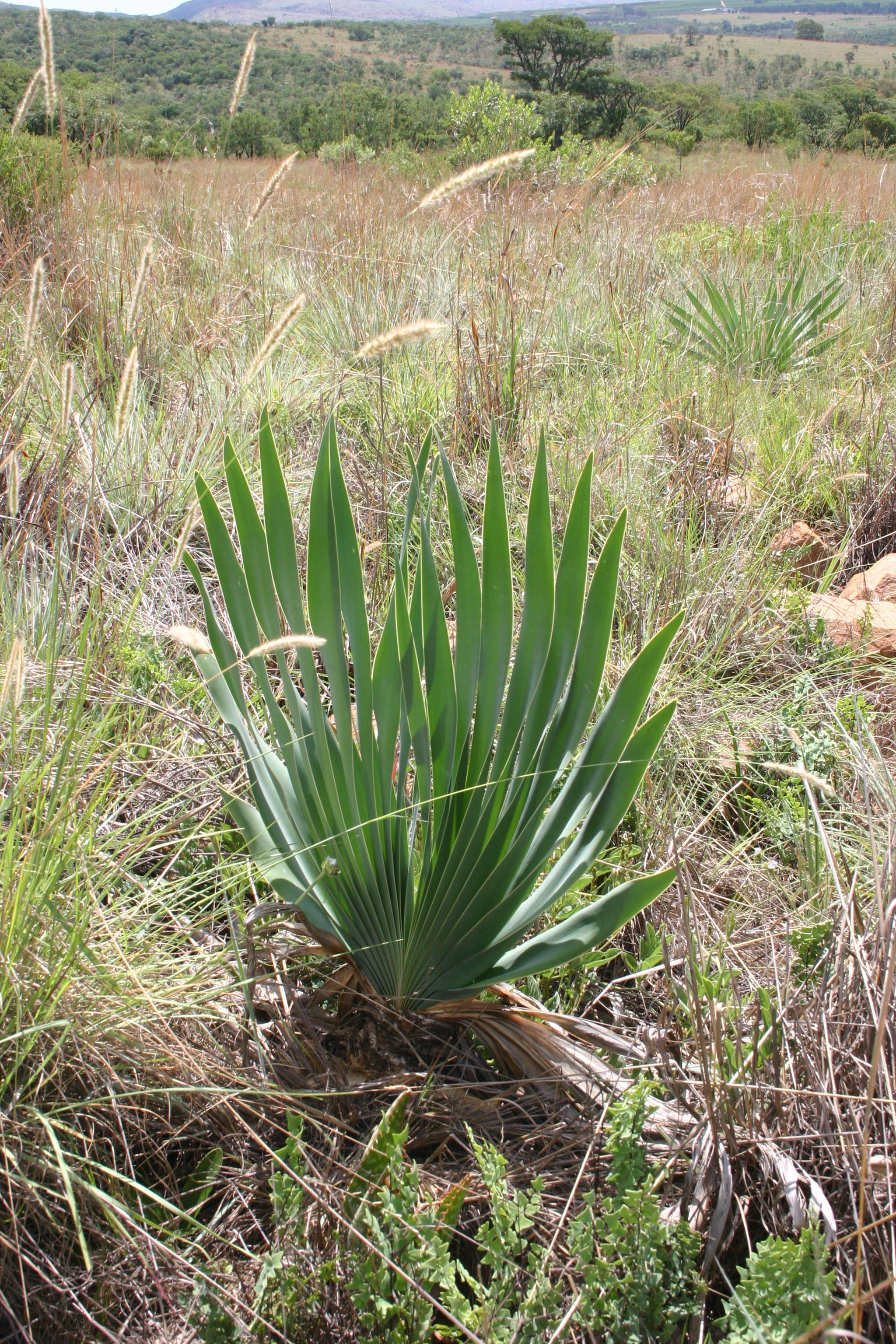
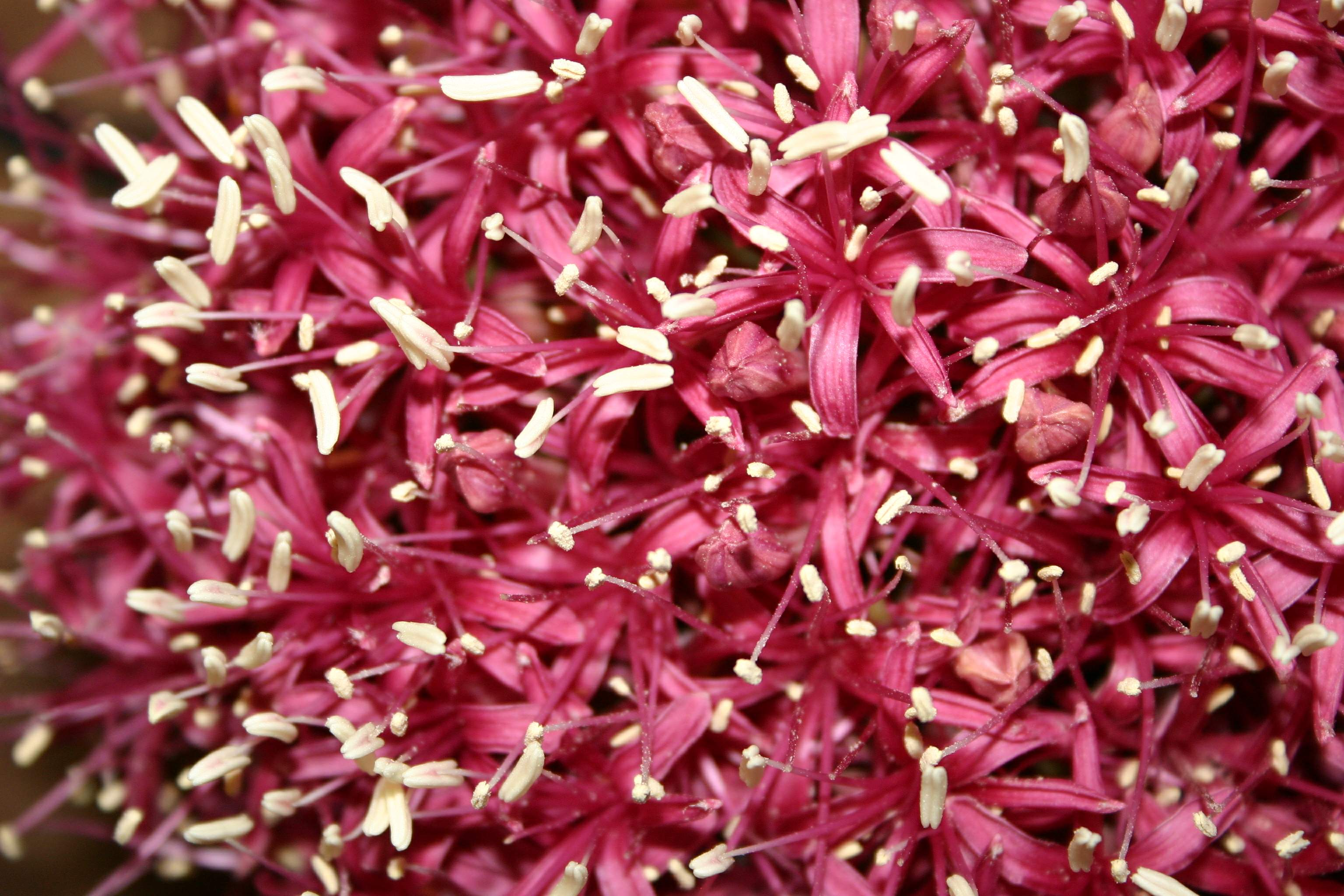
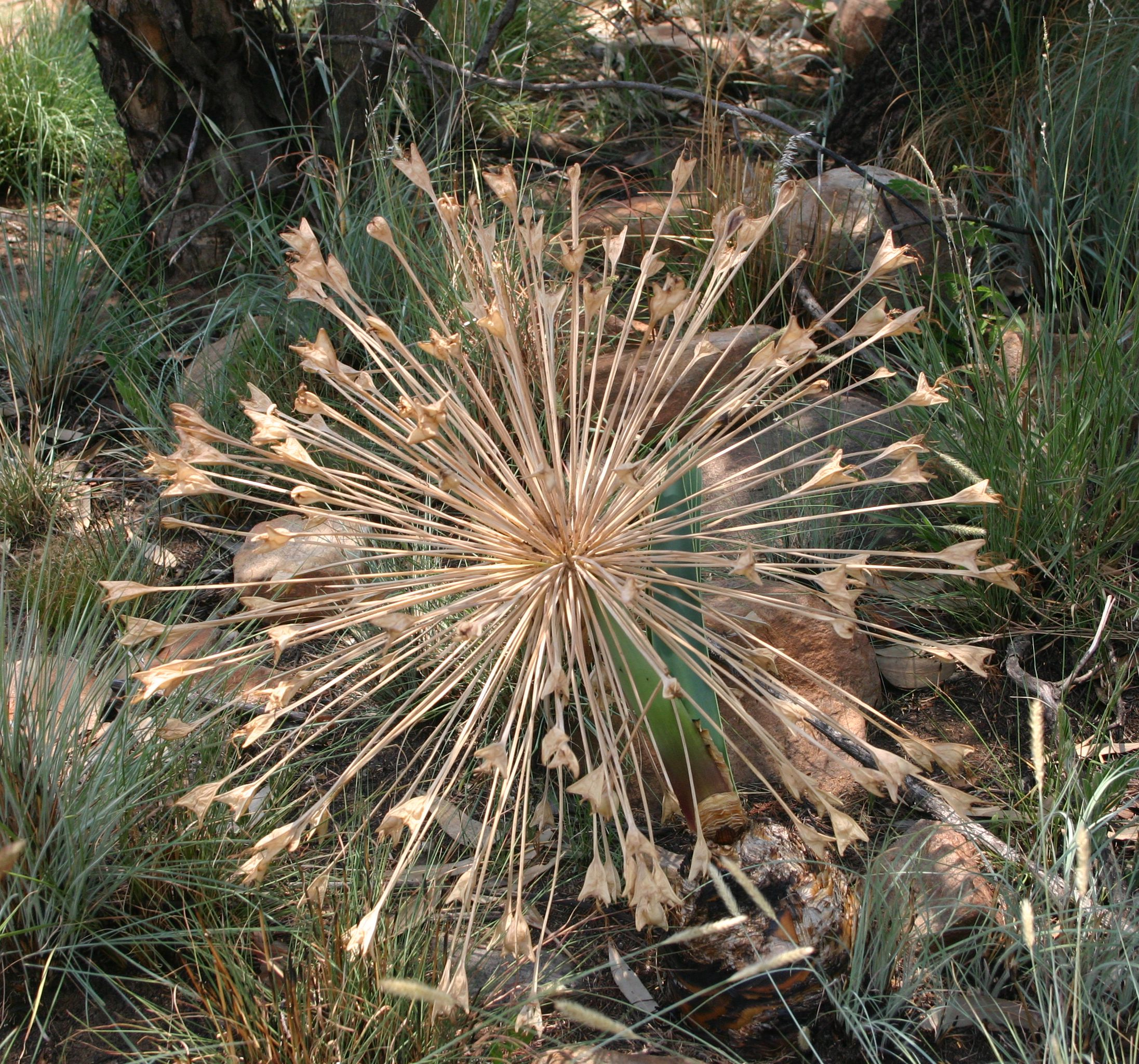
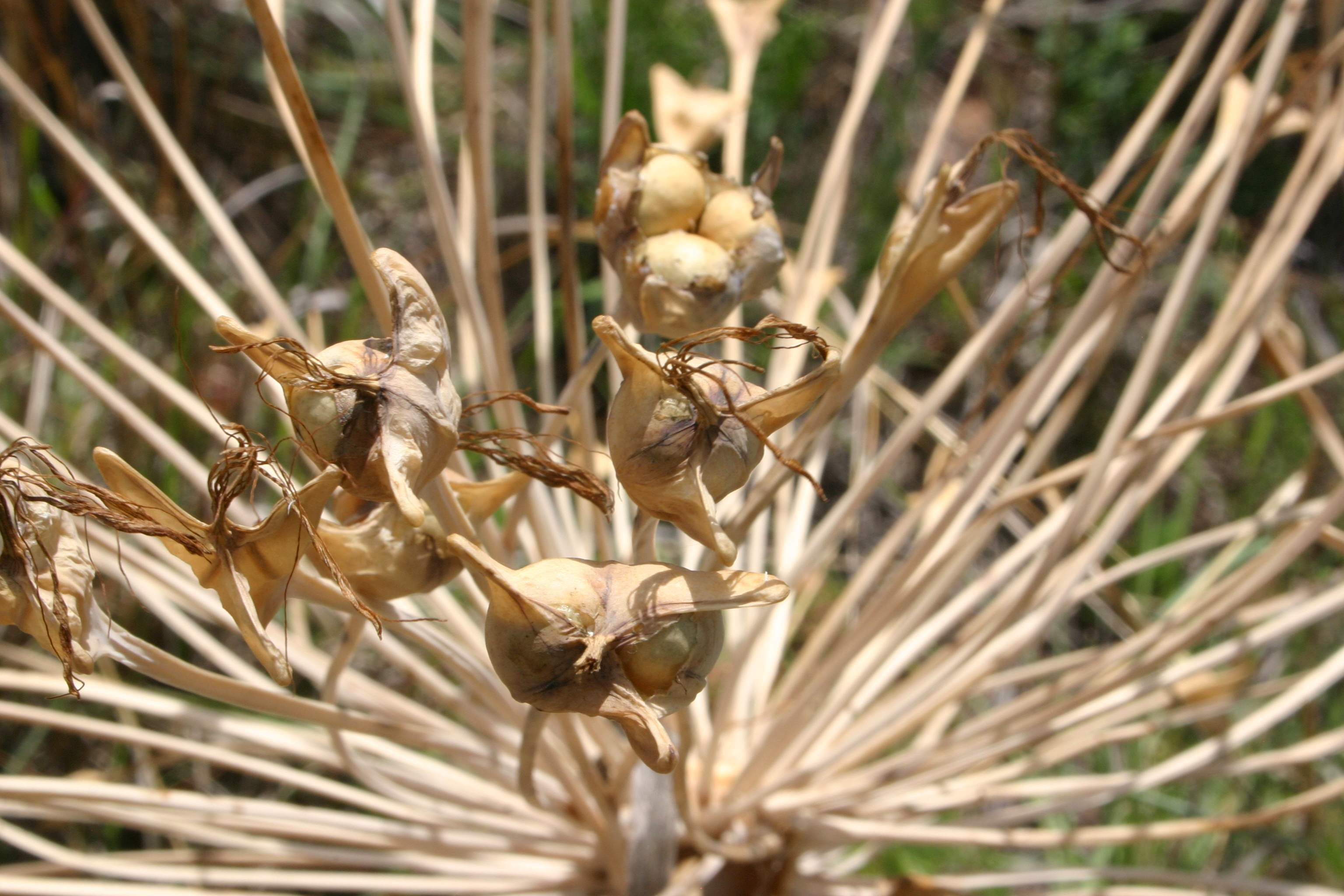